# イソチオシアン酸メチル
イソチオシアン酸メチル（イソチオシアンさんメチル、英: Methyl isothiocyanate）は、強力な催涙作用を持つ有機硫黄化合物の一種。MITCと略される。化学式はCH3N=C=S。生理活性物質の前駆体として作用する、重要なイソチオシアネートである

## 合成
MITCの工業的製造には、2つの経路がある。この主たる方法では熱転移を伴う。1993年の生産量は、400万kgと推定されている。
CH3S-C≡N   →   CH3N=C=S
また、実験室では過酸化水素によるジチオカルバミン酸の酸化、二硫化炭素とメチルアミンとの反応により製造する方法も採られる。
天然にはグルコカッパリンの酵素分解により生成し、ケッパーから発見されている。

## 反応
アミンと反応させることにより、チオウレアを与える。
CH3NCS  +  R2NH →  R2NC(S)NHCH3
その他の求核剤とも同様に反応する。

## 用途
溶液は、菌類や線虫防除の目的で農業用土壌燻蒸剤に使用される。
MITCは除草剤原料である1,3,4-チアジアゾールの構成要素である。MITCを原料として製造された医薬品では、ラニチジンやシメチジンが知られている。

## 安全性
毒性と催涙性がある。日本の消防法では危険物第4類・第2石油類、毒物及び劇物取締法では劇物に分類される。